# Nachum aus Gimso

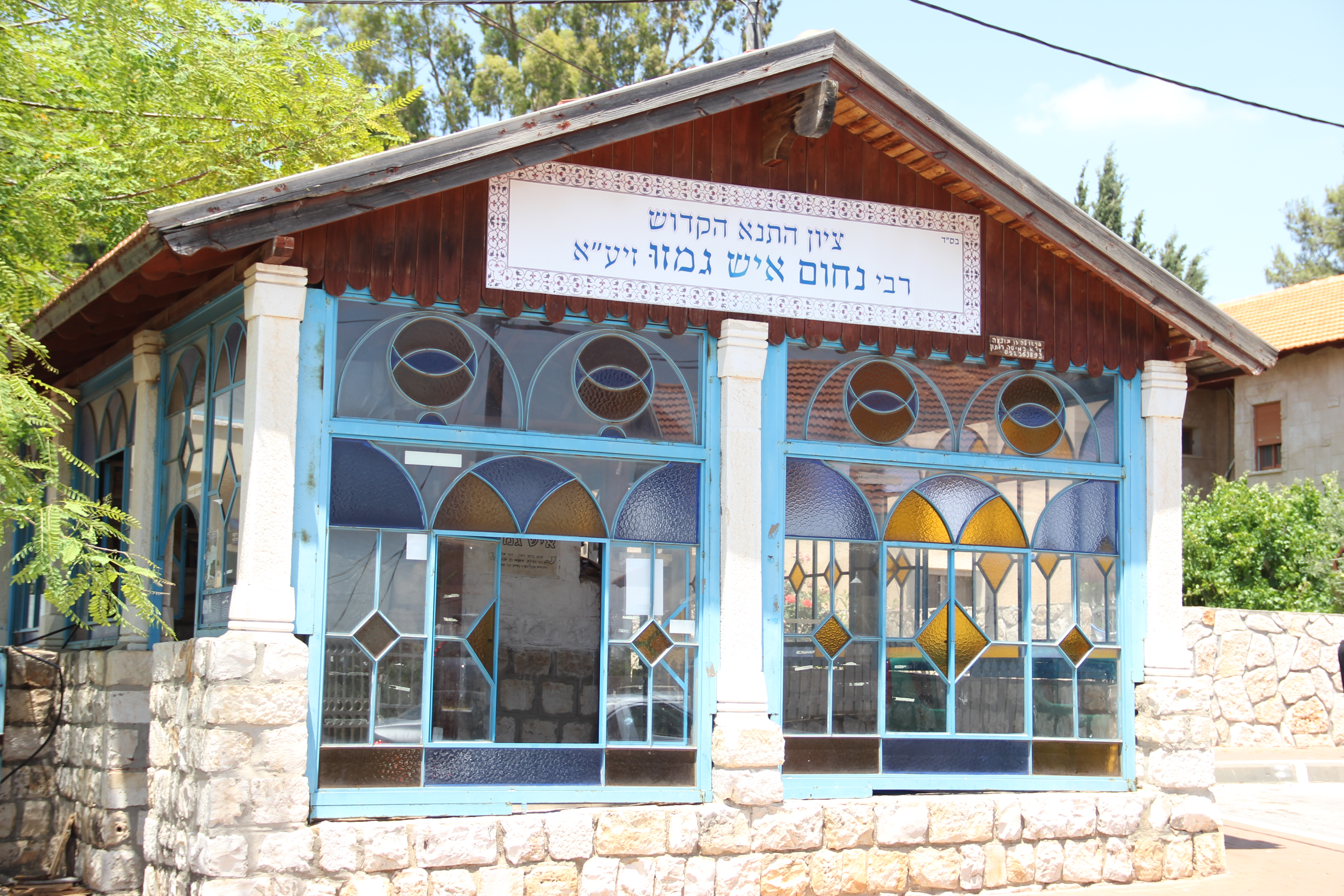
Grabmal von Rabbi Nachum Isch Gamzu, Gamzu Street, Safed, Israel

Nachum aus Gimso (auch: Nachum aus Gimzo, hebräisch: נחום איש גמזו, Nachum Ish Gamzu) war ein angeblich durch besondere Frömmigkeit ausgezeichneter jüdischer Gelehrter des Altertums und gehörte zu den Tannaiten der 1. Generation. Er lebte und wirkte im 2. nachchristlichen Jahrhundert. Viel mehr als das, was an zwei Stellen im babylonischen Talmud im Traktat Ta’anit (bTaanit 21a) und im Traktat Chagiga (Chag. 12a) berichtet wird, weiß man nicht über ihn.
Für die Erklärung seines Beinamens gibt es zwei Theorien, er könnte entweder auf seine Herkunft aus der Stadt Gimso im südwestlichen Judäa zurückgehen oder auf seinen Wahlspruch gam su le-towa („auch dies ist zum Guten“; Nachum soll diese Worte immer ausgesprochen haben, sobald er von irgendwelchen Widrigkeiten, negativen Umständen und Ungemach hörte oder selbst betroffen war; er wurde auch Isch gam su genannt, "der Mann mit dem gam-su-Spruch", evtl. aber auch statt גמזו גמ זו = Gimso zu lesen, also „Mann aus Gimso“).
Nachum aus Gimso war Lehrer Akibas (Chag. 12a), der von ihm die Regeln des Einschließens und Ausschließens gelernt haben soll.
Haggadisch wird von Nachum eine Reihe angeblicher Wundertaten berichtet (bTaanit 21a). Wegen nicht aufzuklärender Verwechslungsmöglichkeiten Nachums mit einem angeblichen Nehemia Imssoni (Konsonantenwechsel von Gimel zu Ajin? Nehemia Nebenform zu Nachum - jer. Ber. IX. 14b) bleiben aber viele Fragen zu seinem Leben offen.